# Lucian Matiș

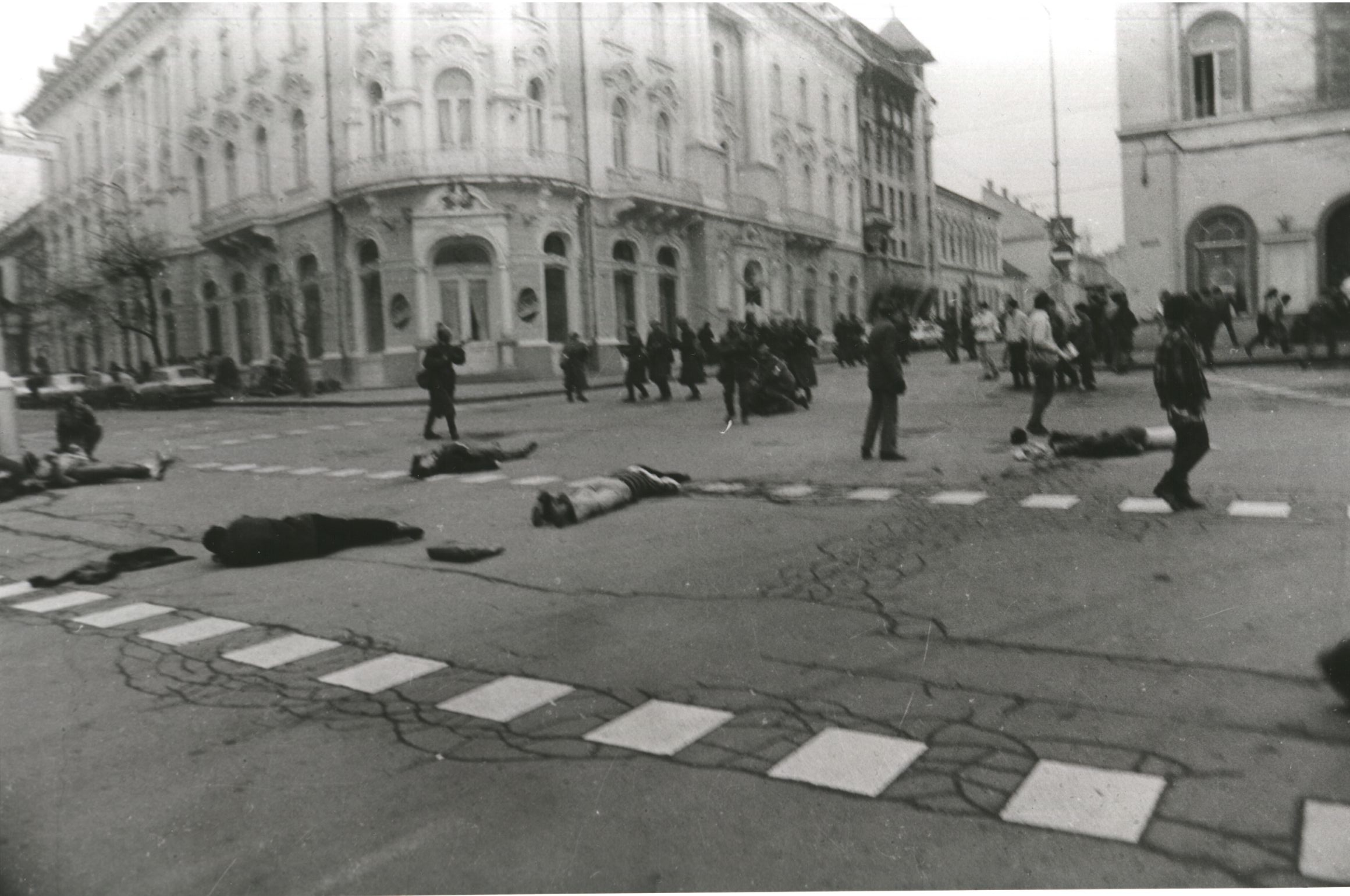
Cadrave pe caldarâmul Pieței Libertății. Unul dintre corpuri este al pictorului Lucian Matiș
Poză de Răzvan Rotta

Lucian Matiș (1960-1989) a fost un artist plastic clujean cu expoziții vernisate în mai multe galerii din țară care a murit în timpul Revoluției române din 1989, de la Cluj, la vârsta de 29 de ani . În același evenimente au murit alte peste 20 de persoane. Unul dintre cei mai cunoscuți supraviețuitori ai momentelor tragice din timpul manifestărilor revoluționare de la Cluj a fost prietenul său, actorul Călin Nemeș.
Între 1980 și 1982 a fost animatorul celei mai populare rockoteci din mediul studențesc - în subsolul Casei Matei de la Institutul de Arte Andreescu, club închis și transformat în discotecă din cauză că s-a pus o piesă din Phoenix. A fost un boem cu o existență socio-artistică zbuciumată și plină de premoniții.
În anul 2011 România a fost condamnată de către Curtea Europeana Drepturilor omului în cauza deschisă de 9 persoane din Cluj Napoca, printre care și tatăl lui Lucian Matiș, pentru ineficiența cu care procuratura militară a tratat investigarea celor 21 de victime ale revoluției de la Cluj, printre care și Lucian Matiș Curtea a apreciat faptul că "importanta pe care o are dosarul evenimentelor de la Cluj pentru societatea romanească ar fi trebuit să oblige autoritațile române să gestioneze cu promptitudine cauza, astfel încât să se evite orice aparență ca statul ar tolera acte nedrepte sau ilegale". 
O stradă din Cluj Napoca poarte numele artistului